# Superliga (metalurgia)
Uma superliga ou liga de alto desempenho é uma liga metálica que apresenta elevada resistência mecânica e resistência à fluência a altas temperaturas, boa estabilidade superficial, e resistência à corrosão e oxidação. As superligas têm tipicamente uma matriz com uma estrutura cristalina austenítica cúbica centrada nas faces. O elemento base de uma superliga é geralmente níquel, cobalto, ou ferro - níquel. O desenvolvimento das superligas tem dependido muito de inovações na química e nos processos e tem sido impulsionada sobretudo pelas indústrias aeroespacial e da energia. As aplicações típicas nas indústrias aeroespacial, das turbinas a gás industriais e de turbinas marinhas, por exemplo nas lâminas de turbinas para secções quentes de motores a jato, e válvulas de motor bimetálicas usadas em aplicações diesel e automóveis.
Exemplos de superligas são Hastelloy, Inconel, Waspaloy, e ligas René (René 41, René 80, René 95, René 104), ligas Haynes, Incoloy, MP98T, ligas TMS, e ligas de cristal único CMSX.